# Après La Classe
Gli Après La Classe sono un gruppo musicale ska-punk italiano.
La band, originaria di Aradeo, in provincia di Lecce, è composta da Cesko (voce, synth, chitarre), Puccia (voce, fisarmonica, tastiere), Combass (basso, cori), Alex Ricci (chitarra), Giammy (batteria).

## Attività
Formatosi nel 1996, il gruppo assume una fisionomia definitiva nel 1999 e nel 2002 esordendo ufficialmente con l'etichetta Edel Italia. L'album di debutto è Après la Classe (2002), il cui brano "Paris" diventa subito una hit nelle discoteche e nelle radio italiane venendo anche scelta, nel 2006, come sigla di uno spot televisivo nazionale e come sigla di apertura del programma "Le Iene". Altri due singoli ben conosciuti, editi sempre per Edel nel 2002, sono Ricominciamo, cover di Adriano Pappalardo e Ci 6 solo tu. Nel 2004 è pubblicato l'album Un numero.
Hanno anche all'attivo collaborazioni con gruppi affermati come i Sud Sound System e artisti noti come Caparezza e Giuliano Sangiorgi dei Negramaro. le loro prime esibizioni avvengono tra Lecce e provincia e poi, tra Italia tutta e resto del mondo. Nel tempo hanno modificato il loro sound in una sorta di Dub-Rock con contaminazioni Electro-Rock. La band ha scritto e cantato anche delle canzoni in francese, lingua madre del cantante.
Nel 2006 è uscito per la On the road music factory l'album Luna Park, preceduto da un tour nazionale.
Hanno partecipato al Concerto del Primo Maggio 2007, 2008, 2009, 2017 e 2021 a Roma.
Il 20 aprile 2010 il gruppo ha pubblicato un nuovo lavoro, Mammalitaliani, prodotto e realizzato in collaborazione con Caparezza uscito con l'etichetta Sunnycola distribuzione Universal. Il singolo omonimo spopola nell'estate 2010 nelle radio e nelle spiagge della penisola italica. Il tour dell'album regala alla band in due anni centosessanta concerti e due tour negli States.
Il 1º luglio 2014 esce Riuscire a volare, album prodotto da Colorsound e distribuito da Universal. Il disco comprende 13 tracce e vede la collaborazione di Giuliano Sangiorgi degli amici Negramaro.

## Formazione
- Francesco Arcuti (Cesko) - voce
- Gianmarco Serra (Giammy) - batteria
- Valerio Bruno (Combass) - basso e cori
- Marco Perrone (Puccia) - fisarmonica e voce
- Alessio Melchiorre Ricci (Alex) - chitarra
- Gabriele Blandini (Blandini) - tromba

## Ex Componenti
- Francesco Recchia (Rekkiaraw) - batteria
- Pierluigi Santantonio (Pi-jo) - "chitarra"

## Discografia
Album in studio
- 2002 - Après La Classe
- 2004 - Un numero
- 2006 - Luna Park
- 2008 - Luna Park on Tour
- 2010 - Mammalitaliani
- 2014 - Riuscire a volare
- 2017 - Circo Manicomio
- 2022 - Santa Marilena[2]

Singoli
- 1999 - Pazzo di te
- 2002 - Paris
- 2002 - Ricominciamo
- 2002 - Ci 6 solo tu
- 2004 - Sale la febbre
- 2004 - A fiate
- 2005 - La patchanka
- 2008 - Il miracolo
- 2010 - Mammalitaliani
- 2010 - Perdonami
- 2011 - Caravan
- 2014 - Questa vita
- 2015 - Riuscire a volare (feat. Giuliano Sangiorgi)
- 2015 - Di mare in mare
- 2019 - Nada Contigo (feat. Alborosie)
- 2019 - Salvador
- 2020 - L'estate dei miracoli (feat. Tormento)

Collaborazioni
- 2006 -  Sungria - Sungria feat Après La Classe
- 2012 - Kalinifta - Salento Calls Italy - Danilo Seclì Vs Santoro & Bovino feat. Cesko from Après La Classe
- 2013 - Pompa la musica - Salento Guys featuring Cesko & Puccia from Après la classe
- 2013 - Por La Noche - Salento Calls Italy 2.0 - Danilo Seclì Vs Santoro & Bovino featuring Cesko & Puccia from Après La Classe
- 2014 - Ce Me Passa - Bundamove, Sud Sound System e Après La Classe